# Juan Mónaco
Juan Mónaco (født 29. marts 1984 i Tandil, Argentina) er en tidligere argentinsk tennisspiller, der blev professionel i 2002. Han har igennem sin karriere vundet 9 single- og 3 doubletitler, og hans højeste placering på ATP's verdensrangliste er en 10. plads, som han opnåede i juli 2012. Han valgte at indstille karrieren i 2017, blot to år efter, at han vandt en double-titel med Rafael Nadal i Doha i 2015.

## Grand Slam
Mónacos bedste Grand Slam-resultater i singlerækkerne blev opnået i 2007, hvor han nåede frem til 4. runde ved både French Open og US Open. En bedrift han gentog i henholdsvis 2012 (French Open) og 2011 (US Open).